# Cyathea ivohibensis
Cyathea ivohibensis là một loài thực vật có mạch trong họ Cyatheaceae. Loài này được (C. Chr.) Janssen & Rakotondr. mô tả khoa học đầu tiên năm 2008.